# چنگل (بایان‌اولگی)
شهرستان چِنگِل (به زبان مغولی: Цэнгэл сум، [Cengel sum]؛ ᠴᠡᠩᠭᠡᠯ ᠰᠤᠮᠤ، [čeŋgel sumu])(به زبان قزاقی: Шеңгел сұмыны، شەڭگەل سۇمىنى‎) یک شهرستان (سُوم) در مغولستان است که در استان بایان‌اولگی واقع شده‌است. چنگل ۶٬۴۶۳٫۱۷ کیلومتر مربع مساحت و ۹٬۸۷۷ نفر جمعیت دارد.

## تقسیمات اداری
شهرستان چِنگِل متشکل از ۹ قصبه (باغ) می‌باشد، شامل:
- اوست‌توخوی (اوست‌توغای)
  - (مغولی: Уст тохой баг، [Ust toxoj bag]؛ ᠤᠰᠤᠲᠤ ᠲᠣᠬᠤᠢ ᠪᠠᠭ، [usutu toquy baɣ])
  - (قزاقی: Ұст тоғай бағы، ۇست توعاي باعى‎)
- بور بورغاس
  - (مغولی: Бор бургас баг، [Ust toxoj bag]؛ ᠪᠣᠷᠤ ᠪᠤᠷᠭᠠᠰᠤ ᠪᠠᠭ، [boru burɣasu baɣ])
  - (قزاقی: Бор бұрқас бағы، بور بۇرقاس باعى‎)
- پارتیزان 
  - (مغولی: Партизан баг، [Partizan bag]؛ ᠫᠠᠷᠲᠢᠽᠠᠨ ᠪᠠᠭ، [partizan baɣ])
  - (قزاقی: Партизан бағы، پارتيزان باعى‎)
- جاغاست‌نور
  - (مغولی: Загаст нуур баг، [Zagast nuur bag]؛ ᠵᠢᠭᠠᠰᠤᠲᠤ ᠨᠠᠭᠤᠷ ᠪᠠᠭ، [jiɣasutu naɣur baɣ])
  - (قزاقی: Жағаст нұр бағы، جاعاست نۇر باعى‎)
- چاغان‌تونگه
  - (مغولی: Цагаан түнгэ баг، [Cagaan tünge bag]؛ ᠴᠠᠭᠠᠨ ᠲᠦᠩᠭᠡ ᠪᠠᠭ، [čaɣan tüŋge baɣ])
  - (قزاقی: Шаған түңге бағы، شاعان تۇڭگە باعى‎)
- خار اُول (قره‌اُول)
  - (مغولی: Хар уул баг، [Xar uul bag]؛ ᠬᠠᠷ᠎ᠠ ᠠᠭᠤᠯᠠ ᠪᠠᠭ، [qar-a aɣula baɣ])
  - (قزاقی: Қара ұл бағы، قارا ۇل باعى‎)
- خوشوت
  - (مغولی: Хөшөөт баг، [xöšööt bag]؛ ᠬᠥᠰᠢᠶᠡᠲᠤ ᠪᠠᠭ، [köšiyetü baɣ])
  - (قزاقی: Көшүт бағы، كوشۇت باعى‎)
- دولون غاتالغا
  - (مغولی: Долоон гаталга баг، [Doloon gatalga bag]؛ ᠳᠣᠯᠤᠭᠠᠨ ᠭᠠᠲᠤᠯᠭ᠌᠌ᠠ᠋ ᠪᠠᠭ، [doluɣan ɣatulɣa baɣ])
  - (قزاقی: Долұн қаталқа бағы، دولۇن قاتالقا باعى‎)
- شارغوبی (ساری‌قوبی)
  - (مغولی: Шарговь баг، [Šargov' bag]؛ ᠰᠢᠷ᠎ᠠ ᠭᠣᠪᠢ ᠪᠠᠭ، [šir-a ɣobi baɣ])
  - (قزاقی: Сары-қобы бағы، سارى قوبى باعى‎)